# Lachesana
Genre
Synonymes
- Lachesis Audouin, 1826 nec Daudin, 1803
- Lestes Gistel, 1848 nec Leach, 1815
- Laches Thorell, 1869 nec Gistl, 1848

Lachesana est un genre d'araignées aranéomorphes de la famille des Zodariidae.

## Distribution
Les espèces de ce genre se rencontrent au Moyen-Orient, en Afrique du Nord, en Europe du Sud et en Asie centrale.

## Liste des espèces
Selon World Spider Catalog (version 25.5, 19/09/2024) :
- Lachesana bayramgocmeni Özkütük, Yağmur, Gücel, Shafaie, Özden & Kunt, 2020
- Lachesana blackwalli (O. Pickard-Cambridge, 1872)
- Lachesana dyachkovi Fomichev & Marusik, 2019
- Lachesana graeca Thaler & Knoflach, 2004
- Lachesana insensibilis Jocqué, 1991
- Lachesana kavirensis Zamani & Marusik, 2021
- Lachesana naxos Wunderlich, 2022
- Lachesana perseus Zamani & Marusik, 2021
- Lachesana perversa (Audouin, 1826)
- Lachesana rufiventris (Simon, 1873)
- Lachesana salam Hammouri, Ganem & Gavish-Regev, 2024
- Lachesana tarabaevi Zonstein & Ovtchinnikov, 1999

## Systématique et taxinomie
Lachesis Audouin, 1826 préoccupé par Lachesis Daudin, 1803, remplacé par Lestes Gistel, 1848 préoccupé par Lestes Leach, 1815, remplacé par Laches Thorell, 1869 préoccupé par Laches Gistl, 1848 est remplacé par Lathys par Strand en 1932.

## Publications originales
- Strand, 1932 : « Miscellanea nomenklatorica zoologica et palaeontologica, III. » Folia Zoologica et Hydrobiologica, vol. 4, p. 133-147.
- Audouin, 1826 : Explication sommaire des planches d'arachnides de l'Égypte et de la Syrie publiées par J. C. Savigny, membre de l'Institut; offrant un exposé des caractères naturels des genres avec la distinction des espèces. in Description de l'Égypte, ou Recueil des observations et des recherches qui ont été faites en Égypte pendant l'expédition de l'armée française. Histoire Naturelle, tome 1, partie 4, p. 99-186.